# Masakr ve čtvrti Staropromyslovsky v Grozném
Masakr ve čtvrti Staropromyslovsky byla vražda nejméně 38 neozbrojených čečenských civilistů, převážně žen a starců, kterou spáchali příslušníci armády Ruské federace v období prosince 1999 a ledna 2000 formou poprav při řádění v městské čtvrti Staropromyslovsky (čečensky Старопромысловски кIошт) v severozápadní části města Groznyj.
Všichni zavraždění byli popraveni střelbou z blízka. Nespočet osob "zmizelo" během stejného období v ruské vězeňské vazbě a dodnes jsou nezvěstní. Ruské úřady jakékoliv zabíjení odmítají, přesto 29. listopadu 2007 rozhodl Evropský soud pro lidská práva případ Tangijeva (rusky Тангиева) versus Rusko ve prospěch příbuzného obětí jednoho z hromadných poprav, která se konala v časných ranních hodinách dne 11. ledna 2000. Oběti, rodiče předkladatele, byli zastřeleni po boku jiné ženy v jejich domě, který byl poté zapálen. Za viníka jejich smrti byla označena Ruská federace, soud rovněž obvinil Ruskou federaci z neochoty vraždy vyšetřit.